# Tōbu série 60000
La série 60000 (60000系, 60000-kei) de Tōbu est un type de rame automotrice exploitée par l'opérateur ferroviaire privé Tōbu au Japon depuis 2013.

## Description
La série 60000 est basée sur le modèle A-train du constructeur Hitachi. Les rames sont composées de 6 voitures.
L'espace voyageurs se compose de banquettes longitudinales. Des places pour usagers en fauteuil roulant sont prévues à une extrémité de chacune des quatre voitures intermédiaires. Des écrans à cristaux liquides d'information voyageurs sont installés au-dessus des portes et un service d'accès à Internet par Wi-Fi est fourni.

## Histoire
La première rame est entrée en service le 15 juin 2013.

## Services
Les rames sont affectées à la ligne Tōbu Urban Park (anciennement Ligne Tōbu Noda).

## Galerie photos

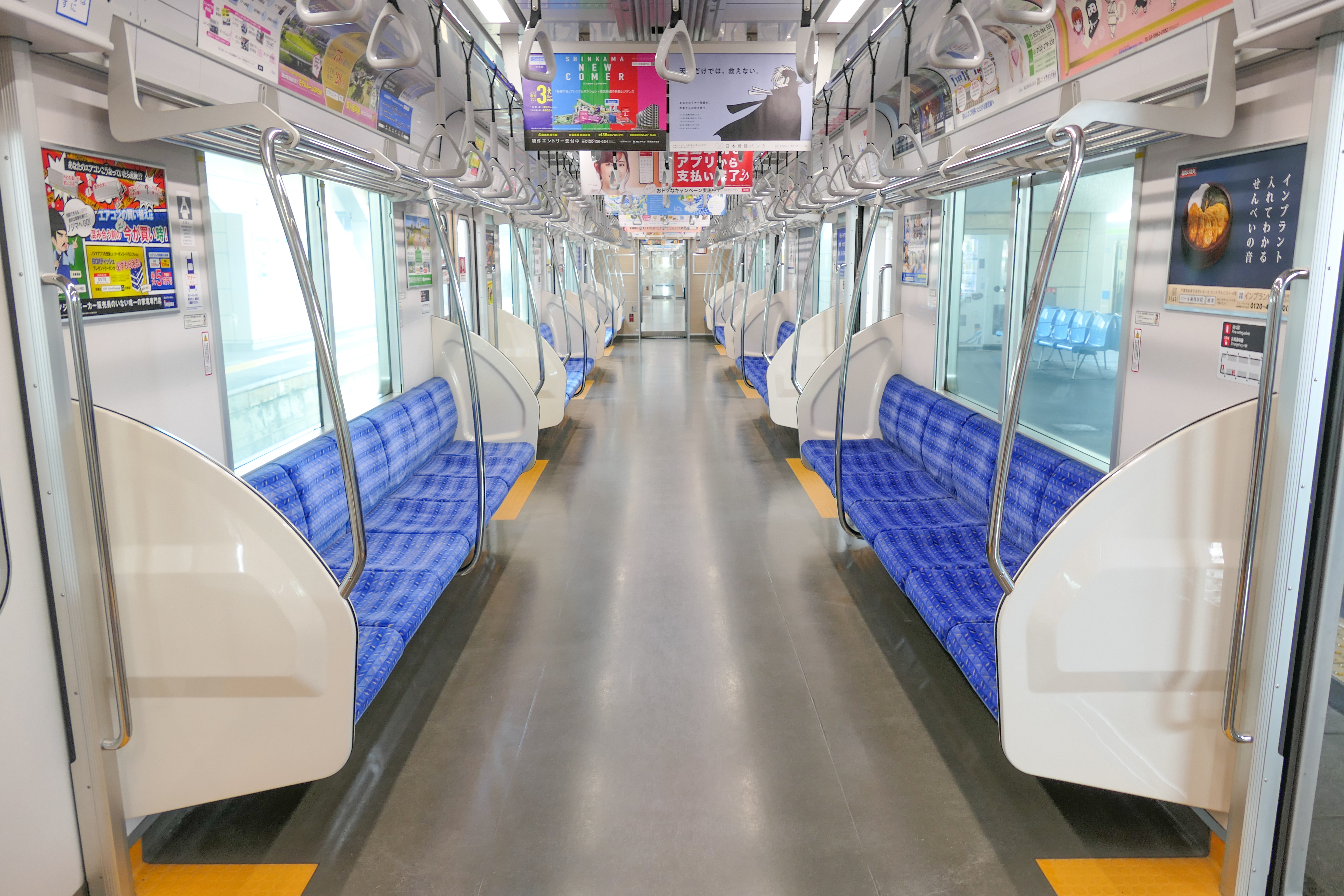
Intérieur de la rame.
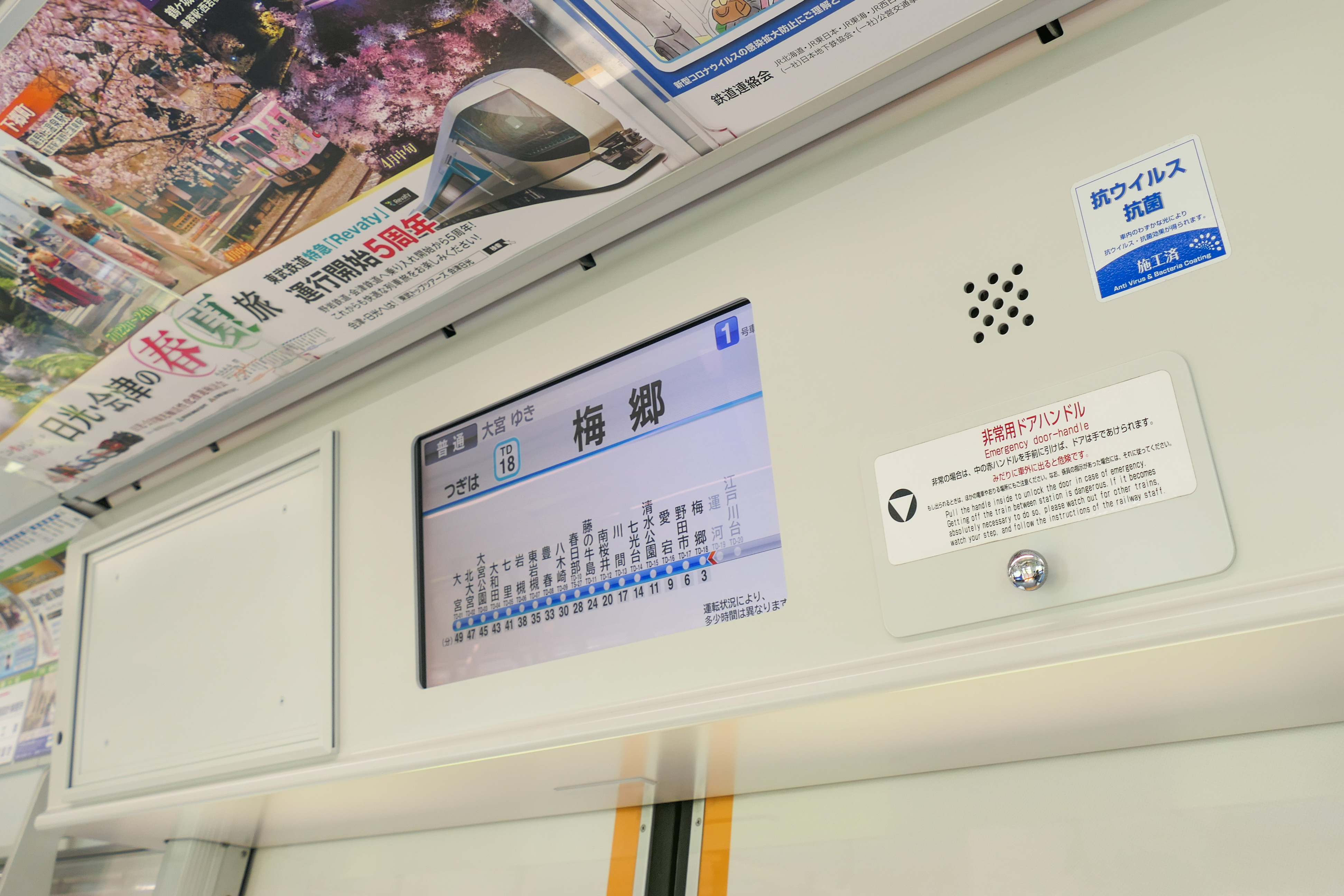
Ecran d'information voyageurs.
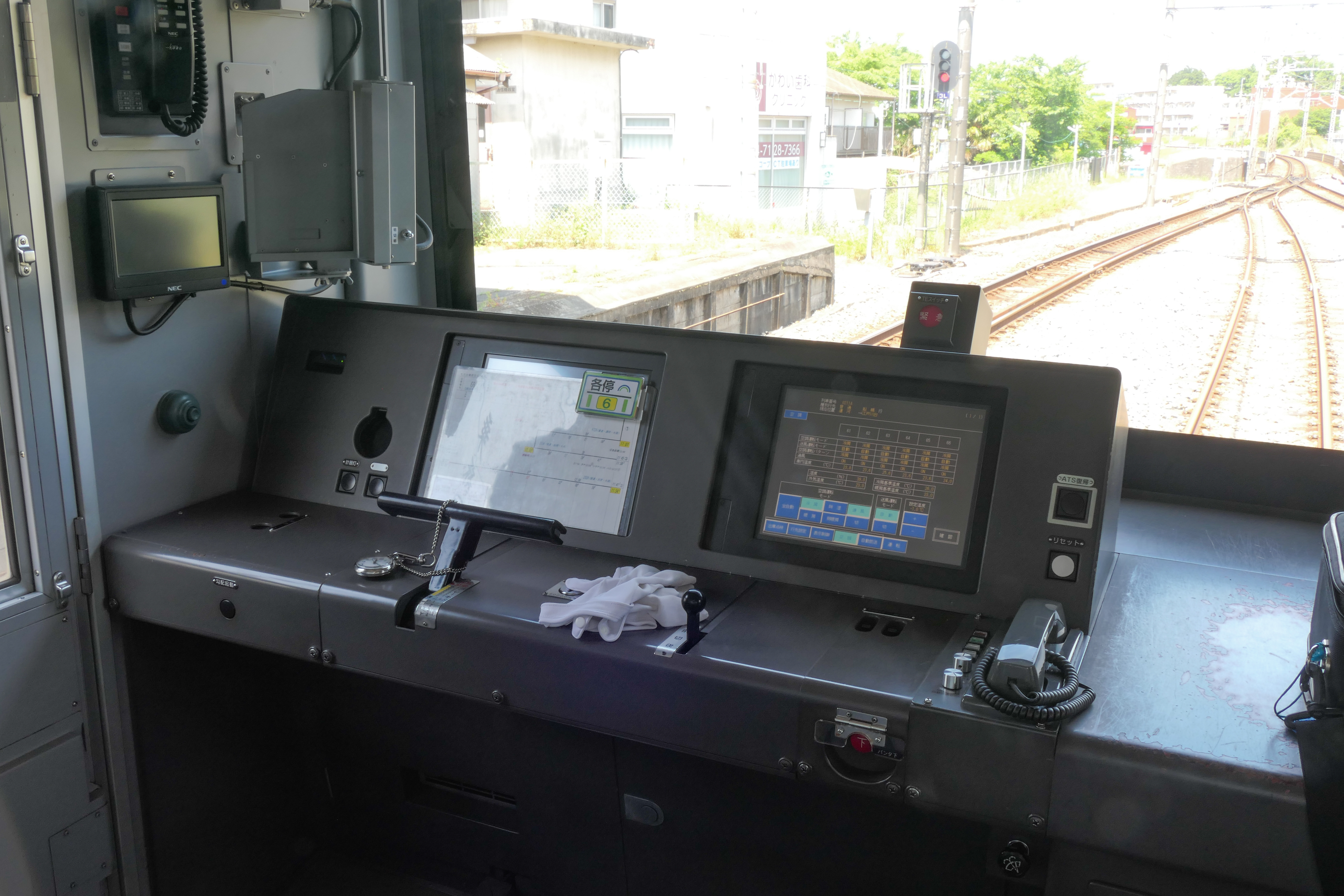
Cabine de conduite.